# برو بیرون
برو بیرون (انگلیسی: Get Out) یک فیلم آمریکایی در سبک ترسناک و روانشناسانه به نویسندگی و کارگردانی جوردن پیل است که در سال ۲۰۱۷ منتشر شد. از بازیگران آن می‌توان به دنیل کالویا، کاترین کینر، الیسون ویلیامز، برادلی وایتفورد و کلب لندری جونز اشاره کرد. اولین نمایش فیلم در ۲۴ ژانویه ۲۰۱۷ و در جشنواره فیلم ساندنس بود و بعد از آن در ۲۴ فوریه توسط یونیورسال در ایالات‌متحده منتشر شد.
برو بیرون پدیده اکران بهار سال ۲۰۱۷ لقب گرفته‌است و به عنوان یکی از تحسین شده‌ترین فیلم‌های ترسناک تاریخ سینما شناخته می‌شود. فیلم با استقبال خیره‌کننده منتقدین و تماشاگران همراه بوده‌است و توانسته تحسین منتقدان را به خاطر فضاسازی، کارگردانی، نویسندگی و بازیگری دریافت کند. فیلم در وبسایت راتن تومیتوز بر پایه ۲۱۸ نقد امتیاز باورنکردنی ۹۹/۱۰۰ را دارد و در متاکریتیک نیز بر اساس ۴۸ رای امتیاز ۸۴/۱۰۰ را دریافت کرده‌است همچنین امتیاز این فیلم در بانک اطلاعات اینترنتی فیلم‌ها ۷٫۷/۱۰ است. برو بیرون با بودجه‌ای ۴٬۵ میلیون دلاری ساخته شد اما در گیشه به فروشی ۲۵۵ میلیون دلاری دست پیدا کرد که موفقیتی بزرگ محسوب می‌شود.
جدا از تحسین منتقدین و تماشاگران، برو بیرون نامزد و برنده جوایز متعددی از جشنواره‌ها و مراسم مختلفِ سینمایی شده‌است. در نودمین دوره جوایز اسکار، فیلم در چهار رشته از جمله بهترین فیلم و بهترین کارگردانی نامزد دریافت جایزه اسکار بود که در نهایت موفق شد تنها جایزه بهترین فیلم‌نامه غیراقتباسی را برای جوردن پیل به خود اختصاص دهد.

## داستان
کریس واشینگتن، عکاس سیاه‌پوستی است که خودش را برای ملاقات با خانواده دوست دختر سفیدپوستش، رز آرمیتیج آماده می‌کند. در خانه خانواده رز در حومه بالا ایالت نیویورک، برادر رز، جرمی، پدرش دین (جراح مغز و اعصاب) و مادرش میسی (هیپنوتیزم درمانگر) حرف‌های بدی دربارهٔ سیاه پوستان می‌زنند. کریس شاهد رفتار عجیب پیش خدمتت سیاه‌پوست خانه، جورجینا، و سرایدر آنجا، والتر، نیز هست.
وقتی کریس خوابش نمی‌برد، میسی یک جلسه هیپنوتیزم درمانی را به او پیشنهاد می‌کند تا اعتیادش به سیگار نیز خوب شود. کریس در حالت خلسه بیان می‌کند که در کودکی یک نفر مادرش را زیر گرفت و فرار کرد و او بابت این مسئله عذاب وجدان دارد. صبح روز بعد، او گمان می‌کند که اتفاقات دیشب رؤیا بوده تا اینکه با اشاره‌های والتر متوجه واقعیت می‌شود. جورجینا نیز «تصادفاً» موبایلش را از برق می‌کشد و باتری آن تمام می‌شود.
چندین سفیدپوست ثروتمند به دورهمی سالانه خانواده آرمیتیج می‌آیند. آن‌ها هیکل کریس و سیاه پوستانی چون تایگر وودز را تحسین می‌کنند. جیم هاسدون یک دلال هنری نابیناست که علاقه خاصی به مهارت‌های عکاسی کریس پیدا می‌کند. کریس با سیاه‌پوست دیگری به نام لوگان کینگ آشنا می‌شود که رفتار عجیبی دارد و با زن سفیدپوست مسنی ازدواج کرده‌است. کریس به دوستش، راد ویلیامز زنگ می‌زند و راجع به این رفتارهای عجیب صحبت می‌کند. او سعی می‌کند یواشکی از لوگان عکس بیندازد ولی فلش دوربین روشن می‌شود و لوگان عصبی شده و از کریس می‌خواهد از آنجا «بیرون برود». بقیه جلویش را می‌گیرند و دین ادعا می‌کند لوگان تشنج کرده‌است.
دور از مهمانی، کریس از رز می‌خواهد از آنجا بروند. در عین حال، دین با یکی از عکس‌های کریس مزایده برگزار می‌کند و هادسون برنده می‌شود. راد متوجه می‌شود که «لوگان»، مردی گمشده به نام اندره هیورث است. پس پیش پلیس می‌رود ولی کسی حرفش را باور نمی‌کند. کریس مشغول جمع کردن وسایلش است که عکس‌هایی از دوست پسرهای سابق رز پیدا می‌کند که همگی سیاه‌پوست بوده‌اند؛ درحالی که او ادعا می‌کرد کریس اولین دوست پسر سیاه پوستش است. کریس سعی می‌کند از آنجا برود ولی رز و خانواده اش اجازه نمی‌دهند. کریس به جرمی حمله می‌کند ولی میسی او را بیهوش می‌کند.
کریس در یک زیرزمین به هوش می‌آید و متوجه می‌شود او را به صندلی زنجیر کرده‌اند. پدربزرگ رز، رومن، از طریق یک ویدیو توضیح می‌دهد که خانواده آن‌ها مغزشان را به بدن دیگران پیوند می‌زنند تا ویژگی‌های جسمی مدنظرشان را بدست بیاورند و به نوعی جاودانگی برسند. هادسون به کریس میگوی که خودآگاه میزبان در جایی باقی می‌ماند ولی توانایی انجام کاری را ندارد. اگرچه خانواده آرمیتیج عمدتاً به سراغ سیاه پوستان می‌روند ولی هادسون بدن کریس را برای دکور می‌خواهد. میسی به سراغ هیپنوتیزم می‌رود و ظاهراً کری بیهوش می‌شود.
وقتی جرمی به سراغ کریس می‌آید، مورد حمله قرار می‌گیرد. او با شاخ یک گوزن کوهی دین را می‌زند. در این بین، شمعی روی زمین می‌افتد و اتاق عمل و هادسون آتش می‌گیرند. کریس میسی را می‌کشد ولی جرمی به او حمله می‌کند. او جرمی را هم می‌کشد و با ماشینش از آنجا دور می‌شود ولی در راه به جورجینا می‌زند. با یادآوری مرگ مادرش، جورجینا را سوار ماشین می‌کند ولی مادربزرگ رز، مارین، بدن او را تسخیر کرده و به کریس حمله می‌کند. در این بین ماشین تصادف کرده و مارین می‌میرد.
رز با والتر (که توسط رومن تسخیر شده) به سراغ کریس می‌رود. کریس با فلش موبایلش رومن را دور می‌کند و والتر کنترل بدنش را به دست می‌گیرد. او تفنگ رز را می‌گیرد و به شکمش شلیک می‌کند. بعد به قصد کشتن رومن، به خودش شلیک می‌کند. کریس می‌خواهد رز را خفه کند ولی یک ماشین پلیس سر می‌رسد. راد از ماشین پیاده شده، کریس را نجات می‌دهد و رز را کنار جاده رها می‌کند.

## بازیگران
- دنیل کالویا در نقش کریس واشینگتن
- الیسون ویلیامز در نقش رز آرمیتیج
- کاترین کینر در نقش میسی آرمیتیج
- کلب لندری جونز در نقش جرمی آرمیتیج
- اریکا الکساندر در نقش کارآگاه لاتویا
- برادلی وایتفورد در نقش دن آرمیتیج
- لیل رل هاوری در نقش رود ویلیامز
- کیت استنفیلد در نقش اندرو لوگان کینگ
- بتی گابریل در نقش جورجینا
- مارکوس هندرسون در نقش والتر
- استیون روت در نقش جیم هادسون